# U.S.S.ヴォイジャー
- スタートレック
  - スタートレック:ヴォイジャー > U.S.S.ヴォイジャー
  - スタートレックに登場した宇宙船のクラス一覧 > イントレピッド級 > U.S.S.ヴォイジャー

U.S.S.ヴォイジャー（英: U.S.S. Voyager）は、アメリカのSFメディア・フランチャイズ『スタートレック』シリーズのテレビドラマ『スタートレック:ヴォイジャー』に登場する、惑星連邦宇宙艦隊保有の架空の宇宙艦である。
またU.S.S.ヴォイジャーの艦名、登録番号を受け継いだ後継艦についても触れる。

## 概要
『スタートレック』第4のテレビシリーズ『スタートレック:ヴォイジャー』に登場し、シリーズ初の女性艦長キャスリン・ジェインウェイ大佐が指揮する艦である。当時の最新鋭宇宙艦の一つであり、惑星連邦宇宙艦隊所属のイントレピッド級の2番艦U.S.S.ヴォイジャー NCC-74656として就役した。
イントレピッド級宇宙艦は、深宇宙における長期間の科学調査を目的とした設計がなされており、3年間無補給での活動が可能となっている。U.S.S.エンタープライズ NCC-1701-Dに代表されるギャラクシー級ほどの船体規模はないものの、搭載されている技術はより優れており、最新のセンサーやバイオ神経回路を用いたコンピュータシステムを搭載し、また宇宙艦隊最速の部類に入るワープスピードを誇る。船体隔壁はデュラニウム合金製で、クラス9のワープコアで作られたプラズマをEPS(Electro-Plasma System)というシステムで電力に変換し、艦内に配電している。その他、未知の宇宙域での様々な改造や需要にも柔軟に対応できる、非常に優れた船体設計がなされている。なお、エンタープライズDに見られたような、クルーの家族や子供まで乗艦するスペースは設けられていない。

## 来歴

### デルタ宇宙域深部から惑星連邦までの帰還
『スタートレック:ヴォイジャー（VOY）』は、銀河系内で未知の領域であるデルタ宇宙域深部から惑星連邦までの帰還を描くストーリーが描かれている。
2371年、キャスリン・ジェインウェイ大佐は当艦の艦長に就任し、処女任務において反連邦組織マキを追跡しプラズマストームの荒れ狂う領域・通称バッドランドに赴く。その際、突如謎のテトリオンビームに捉えられ、偏光磁気変動波に飲み込まれる。そして、75,000光年の彼方、デルタ宇宙域深部まで一気に移動させられてしまう。この移動により船体は深刻なダメージを受け、さらに副長や医療主任、機関主任といった一部の主要クルーを失うこととなる。移動させたのは「管理者」と呼ばれる異星人のアレイ型ステーションであったが、管理者は死期が迫っていた。ステーションの放置が近隣のオカンパ人の危険になると知ったジェインウェイ艦長は、ステーションを破壊する決断をするが、それは同時に帰路が断たれたことを意味していた。ジェインウェイ艦長は管理者に同じく捕えられていたマキのメンバー、現地のタラクシア人のニーリックスとオカンパ人のケスを主要クルーに迎え入れ、彼らと団結する。かくして当艦は、惑星連邦への通信すら届かない未知の領域で、地球まで艦の最高速度でも70年以上もかかる苦難の旅を強いられることとなる。

### 退役
2377年に地球に帰還したU.S.S.ヴォイジャーは2382年までのどこかの時点で退役する。歴史家でキュレーターのベルジョー・トゥイークルの手により船の清掃と整備が行われた後、宇宙暦58724.3、U.S.S.セリトス NCC-75567のクルーによってサンフランシスコまで運搬される。ヴォイジャー自体がミュージアムとしてしばらく地上で展示されることになり、その後惑星の軌道上で係留展示される流れとなっていた。(『スタートレック:ローワー・デッキ（LD）』第31話「Twovix」)。
2401年時点では、ジョーディ・ラ＝フォージ准将が館長を務めるエイサン・プライム軌道上の宇宙艦隊ミュージアムにU.S.S.エンタープライズ NCC-1701-AやU.S.S.ディファイアント NX-74205らとともに展示されている（『スタートレック:ピカード（PIC）』第26話「バウンティ」、シーズン3エンディング映像。宇宙艦隊のどの艦よりも、遥か遠くまでその名を轟かせた艦として、静かに眠っている。
VOY最終話に登場した可能性の未来においては、2393年に帰還、2403年時点においてサンフランシスコのプレシディオに展示され、艦自体がミュージアムになっていた。

## 性能

### 恒星間宇宙航行仕様

#### インパルスドライブ（通常速度推進）
インパルスエンジン（通常エンジン）は左右のワープナセルパイロン船尾側に1基ずつ設置されている（赤い発光部分）。劇中の邦訳では「インパルスエンジン」、「通常エンジン」とふたつの単語が使われるが同じものである。船体の姿勢を変更するスラスターは第1船体外縁部に4箇所設置されている（オレンジ色の部分）。インパルスドライブは主に、スラスターのみ、1/4インパルス（推力4分の1）、1/2インパルス（推力2分の1）、フルインパルス（推力最大）が運用される。フルインパルスの速度は他の連邦艦同様、光速の25%（時速2億7千万km）である。
なお、ワープナセルの先端には、船外の燃料粒子を収集するバサードラムスクープが設置されている（赤い発光部分）。第44話「伝説のミスター・カトー」では星雲内の可燃性物質シリリウムを、第127話「亜空間制圧戦争」ではヴァードワー星大気中の放射性粒子を集めた。

#### ワープドライブ（超光速推進）
当艦は最新型のクラス9のワープコアから毎秒4,000テラダインのパワーを産出し（第96話「新生ボーグの悲劇」）、惑星連邦宇宙艦隊屈指の高速ワープを実現する。またボーグやヴォスなどのトランスワープ艦を除けば、惑星連邦内のみならず、同時代同時期のあらゆる種族の宇宙艦と比較してもトップクラスのワープスピードを持つ。
他艦には見られない当艦のワープドライブの特徴に、マイクロメートル単位での角度調整が可能な「可変静翼ワープナセル（Variable geometry pylon）」が挙げられる。艦がワープジャンプをする際に、水平だったワープナセルパイロンが30度ほどの角度に持ち上がる。これにより艦は常に最適で鋭い形状のワープフィールドを張ることができ、航路となった時空連続体にワープ痕跡によるダメージを与えることなくハイワープ速度を出すことができる。ワープ痕跡の重複が宇宙空間に徐々にダメージを与え最終的に深刻な亜空間断裂を引き起こしてしまうという現象は、『新スタートレック』第161話「危険なワープ・エネルギー」によって語られ、惑星連邦は「緊急時以外はワープ5（光速の214倍）以下での航行速度を義務づける」というヘカラス条約を制定した。以後宇宙艦隊技術部は、宇宙空間にダメージを与えず高速ワープを実現する技術の開発に尽力する。この可動式ワープナセルは「艦に可動する部分がほしい」というプロデューサーの注文によるものであり、いくつかの候補からワープナセルが選ばれたのだが、結果として「宇宙艦隊がヘカラス条約を教訓に新たに開発した新型ワープドライブ」という記号を当艦に与えることとなった。
ワープ速度に関しては、通常巡航速度ワープ6（光速の392倍）～ワープ8（光速の1024倍）で航行する。デルタ宇宙域での航海は1年で約1000光年進むとされており、数ヵ月単位の長時間にわたってワープ8もの速度を維持できる性能を示している。また緊急を要する場合には15光年の距離を2日で、40光年の距離を5日程度で移動可能であることから、ワープ9.9（光速の3053倍）に近い速度を数日間という長時間にわたって安定して出すことができる（ギャラクシー級はワープ9.6（光速の1909倍）の速度を12時間維持するのが限界である）。さらに最大でワープ9.975（光速の5754倍）もの速度を12時間維持することができ、プロメテウス級等と並び連邦艦の中で最速の部類に入る艦である。なお最高速度ワープ9.975というのはあくまで建造当時の仕様であり、ジェインウェイ艦長は就役時、「速度はもっと出せると思います」とパターソン提督と話していた（第118話「過去に仕掛けられた罠」）。

#### トランスワープ技術の追求
トランスワープとは、通常のワープとは似て非なる技術をもって驚異的なスピードを実現する夢の技術の総称である。惑星連邦においては23世紀のU.S.S.エクセルシオール NX-2000のプロジェクトから80年以上に渡って研究が続くもののまったく実用化に至っていない技術であるが、ヴォイジャーは帰還を早めるられるよう積極的にトランスワープ技術を模索する。第31話「限界速度ワープ10」では高性能のダイリチウム結晶を手に入れ、シャトル「コクレーン」でワープの限界を強引に突破するトランスワープの実験を行ったが、シャトル乗員のDNAが変質してしまう上に制御が困難であることが発覚し失敗している。
なおジェインウェイ艦長らはデルタ宇宙域においてトランスワープ技術を持つ種族の管理者、シカリス、ボーグ集合体、ヴォス、生命体8472、生命体116（種族全体が言語や暗号解読の天才）らと遭遇し、それらのうちの一部のトランスワープ技術は当艦に適用するに至った。

##### 量子スリップストリームドライブ
第94話「裏切られたメッセージ」において、トランスワープ技術のひとつである「量子スリップストリームドライブ（Quantum slipstream drive）」の技術を入手する。この技術はワープコアのパワーをワープナセルではなくデフレクター盤（指向性重力子ビームで艦の前方を一掃し、クリアな航路を確保する装置）に直結し、そのデフレクター盤を使って艦の前方に指向性の亜空間の激流を作り出し、それに押し流される形で光速の数十万～数百万倍の速度を出す技術である。なおワープコアは量子スリップストリーム用にベナマイトクリスタルを使用した改造が必要であるようである。ただし船体構造上の問題か安定した運用は不可能であり、第100話「過去を救いに来た男」では、可能性の未来において量子スリップストリームに失敗し、アルファ宇宙域からほんの数パーセクに位置するベータ宇宙域のタカラ星域にあるとあるLクラス惑星に墜落し大破、乗員も全員死亡してしまった。『スタートレック：ディスカバリー』のシーズン3-1話でも言及されており32世紀においては、ベナマイトクリスタルがあれば量子スリップストリームが利用できるという台詞があるものの、ダイリチウム同様手軽に入手はできないようである。

##### ボーグ・トランスワープ
ボーグのトランスワープは、トランスワープコイルを使ってトランスワープチューブ(Trans warp conduit)と呼ばれる亜空間トンネルを作り出し、光速の数万～数百万倍の速度を実現する技術である。第109話「ボーグ暗黒フロンティア計画」において、ボーグ艦からトランスワープコイルを入手することに成功し、コイルが壊れるまでに2万光年の距離を一気に進み、地球への帰還を早めた。
なお、ボーグのトランスワープチューブにはあらかじめ設置されているタイプのチューブもあり、ボーグはむしろこちらの方を好んで使用する。最終話「道は星雲の彼方へ」において、ヴォイジャーは奇妙なニュートリノ放射を発する星雲内で数千のトランスワープチューブの入り口が密集した「トランスワープ・ハブ」を発見する。ヴォイジャーは少なくとも数十隻のボーグキューブがひしめく恐怖の星雲をいったん後にするが、その3日後にボーグの攻撃を退ける未来の技術を手に入れる。ジェインウェイ艦長はハブを自分たちの帰還のために利用するか、見知らぬ他人をボーグから守るためにハブを破壊するかの二択を迫られることになる。

### センサー
当艦は宇宙艦隊最新鋭の科学艦であり、非常に精密なセンサーを持ち、数光年先の生命反応をも正確に拾えるほどの広範囲情報収集能力に優れている。船体は外部隔壁を削ってまで各所にセンサープラットフォームが設置されており、第1船体には通常の連邦艦には見られない補助ディフレクター盤も搭載されている。航路のデブリ除去と長距離センサーを兼ねるメインディフレクター盤は船体に対してかなり大型で、高いワープ推進能力と同時にセンサーレンジの広さを確保している。

#### 天体測定ラボ
第4シーズンのセブン・オブ・ナイン加入後、ハリー・キム少尉は彼女とともに宇宙艦隊とボーグ双方の技術を取り入れた「天体測定ラボ」を新設、従来の10倍正確な星図作成技術を確立し、地球への旅を5年短縮できる新たなコースを提案した（第76話「時空侵略戦争・前編」）。天体測定ラボでは大スクリーンを使って集積したセンサーデータの検証ができるため、以後のエピソードでも頻繁に使われた。さらに、ボーグのセンサーをも取り入れた当艦は、通常のスキャンでは検知不可能なエネルギーフィールドや時間断裂をも見つけることができようになった（第157話「対立する時空」、第168話「原始惑星の人々」）。

### 惑星着陸機能
当艦をはじめとしたイントレピッド級宇宙艦は、船体分離機能を備えていない一方で、惑星への直接着陸が可能である。『スタートレック』の宇宙艦は最初から宇宙空間で建造され、クルーは転送装置やシャトルクラフトにより惑星地表に上陸するため、どの種族の宇宙艦であっても、通常は惑星着陸機能を持たない。ジェインウェイ艦長も宇宙艦隊に長いキャリアを持つが、当艦での惑星着陸が初めて体験する宇宙艦着陸であった（第17話「ミッシング1937」）。惑星着陸は船体が流線型デザインのイントレピッド級だからこそ可能な機能であり、ギャラクシー級のような幅のあるデザインの宇宙艦では大気圏に突入することができない。
着陸する際はレッドアラート（非常警報）ともイエローアラート（警戒警報）とも異なる、なかなか見る機会のないブルーアラート（特別警報）が発令される。船体は大気圏に突入後、スラスターと慣性ダンパーを最大限に利用して減速し、地表付近で船腹から4基の着陸脚を伸ばしてヘリコプターのように静かに地表に着陸する。航空機の着陸のような長い滑走路は必要なく、ある程度の広さがある平地であれば場所を選ばず着陸することができる。また着陸脚は船体を直接地表に接せさせることなく70万tの船体を支える。惑星着陸の利点は艦の行動選択肢の拡大で、転送でもシャトルでも上陸不可能な惑星へ降りるため（第17話「ミッシング1937」）、敵艦から隠れるため（第127話「亜空間制圧戦争」、第163話「人間改造惑星クアラ（後編）」）、艦の大規模メンテナンスをするため（第154話「偽りのナイチンゲール」）、燃料のある星に上陸するため（第92話「人を呼ぶ流動生命体」）等、さまざまな理由から着陸がなされた。
なお、惑星着陸機能は、『新スタートレック』の主役艦であるエンタープライズDの見せ場になるはずだった船体分離・合体機能が、それが必然となる状況が限定的でエピソードに取り入れづらく、脚本家を悩ませていたことによる代替案である。惑星離着陸シーンや、クルーが着陸した当艦の下を歩くシーンは映像として十分な迫力があり、当艦は1シーズンに1回程度の頻度で惑星着陸をしている。

### 戦術能力仕様
科学艦である当艦は、フェイザーと光子魚雷、マルチフェイズシールドという標準的な24世紀宇宙艦隊仕様の武装をしており、戦闘に特化したディファイアント級やソヴェリン級ほどの火力や防御力はない。しかし、地球から遥か遠いデルタ宇宙域においても武器やシールドは異星人との交戦において充分に通用する威力を持っており、ボーグやヴォスなどの圧倒的科学力を持つ種族を除けばまったく歯が立たないということはなかった。なお、元ボーグドローンのセブン・オブ・ナインが加入した第4シーズン以降、彼女の持つボーグ技術により艦は徐々に防衛力を高め、第5シーズンにはボーグの小型探査船と同程度の力を持つほどになった。

#### フェイザー
素粒子ビーム兵器のフェイザーはギャラクシー級と同じタイプ10フェイザーを装備。レール状のフェイザーバンク（砲台）であるフェイザーアレイは第1船体に8基、第2船体に5基の計13基設置されている。フェイザーは本来、ボーグ艦にはほぼ通用しない兵器であるが、ボーグ技術の知識を得た当艦のフェイザー攻撃はそれなりに有効であるようである（第109話「ボーグ暗黒フロンティア計画」、第146話「聖域ユニマトリックス・ゼロ 前編」など）。

#### 光子魚雷
反物質弾頭の光子魚雷は200アイソトンの核出力を持つクラス6弾頭を32～38基積載している。魚雷発射管は第1船体後部に2門、第2船体前部に2門の計4門装備。また魚雷発射管内にはフェイザーバンクも設置されており、時折魚雷発射管からフェイザーが撃たれる場面も見られる。他、就役時には特殊な魚雷であるトリコバルト弾も装備しており、アレイ型ステーションを破壊するのに用いられた。また、第69話「生命体8472（後編）」では光子魚雷を改造し、生命体8472への特効兵器である生体分子弾頭を作ったこともあった。戦艦ではないため魚雷積載数はかなり控えめであり、さらに破壊力の強い量子魚雷、タイプ12フェイザー、パルス式フェイザー等は積載していない。

#### 防御シールド
防御シールドは24世紀後期宇宙艦隊の標準的なマルチフェイズシールドを搭載する。シールドは卵の殻状に船体を覆い、宇宙の自然災害や敵艦からの攻撃の直撃を防ぐ。第76話「時空侵略戦争（前編）」では、クレニム帝国のクロノトン魚雷および時空侵略兵器に対抗すべく「時空シールド」を作ったこともあった。量子魚雷が搭載されていないのと同様に、ディファイアント級、ソヴェリン級、プロメテウス級にあったような断熱被膜塗装（融除装甲、アブレーティブ装甲）や、再生式シールドといった戦闘を前提とした高い防御力の仕様はされていない。
なお、『新スタートレック』では「防御スクリーン」と邦訳されていた（邦訳本では「シールド」である）が、本作では「防御シールド」で統一されている。

#### トランスフェイズ魚雷・可変型アブレーティブ装甲
2377年、最終話「道は星雲の彼方へ」において、当艦はボーグの巣窟となっている星雲に乗りこむため、2403年からやってきたキャスリン・ジェインウェイ提督から与えられた技術でアップグレードされ「トランスフェイズ魚雷」と「可変型アブレーティブ装甲」を装備する。トランスフェイズ魚雷は対ボーグに特化した魚雷で、起爆と同時に圧縮亜空間パルスによる多種多様な周波数の爆発が広がり、ボーグの適応シールドの脆弱性を突く。装甲は船体表面に設置したアブレーティブジェネレーターにより実体化させた分厚く強固なアブレーティブ装甲で船全体を覆い、装甲表面でディスラプタービームや魚雷の爆発を蒸発させダメージを無効化する（この装甲で覆われた姿は俗に「Armored Voyager」と呼ばれている）。アブレーティブ装甲はボーグキューブの船体の他、ディファイアント級、ソヴェリン級、プロメテウス級の船体外壁にも「断熱被膜塗装」として用いられているが、それらは可変型ではなく、これほど強力でもない。これらの性能はすさまじく、通常ならば数十隻の連邦艦からなる大艦隊を組んで攻撃を仕掛けなければ1隻すら沈められないボーグ・キューブ3隻と交戦したが、キューブらの総攻撃を受け続けてもヴォイジャーの船体にダメージは通らず、さらにトランスフェイズ魚雷3発の攻撃だけでキューブ2隻を大破、1隻を退却させた。それ故に、最終話の当艦が『スタートレック』史上最強だと言われる説もあるほどである。
時間規則に抵触する技術の為、当艦が地球に帰還した後のエピソードである劇場版第10作ではこれらの技術は使用されておらず、『スタートレック：ピカード』シーズン3の2401年時点でも開示はされていない。

### 艦内仕様

#### バイオ神経回路コンピュータ
コンピュータはギャラクシー級に用いられていたアイソリニアオプティカルチップによる超光速演算に加え、人間の脳を模したバイオ神経ゲルパックを用いたバイオ神経回路システムを取り入れている。これにより「人間的な最良の選択」が可能になり、コンピュータの性能が向上している。膨大なデータベースはギャラクシー級と同じLCARS（エルカース/Library Computer Access and Retrieval System）というOSにより制御されている。第79話「空を飛んだダ・ヴィンチ」によれば、コンピュータプロッセッサは4,700万のデータチャンネルに同時にアクセス可能、1ナノ秒につき575兆の画像変換処理能力を持つ。
最新鋭の連邦艦はバイオ神経回路の搭載により情報処理速度が向上した一方で、当艦はデルタ宇宙域で孤立無援となったため、予備部品・機材の補充もなく、レプリケーターでの複製も困難なバイオ神経回路の故障は致命的な事態となり得る。さらにこのバイオ神経回路は通常の生命体同様に未知の疫病やウイルスなどに弱いという欠点もあり、これにより思いがけない危機に瀕したこともあるが、ワクチンや熱消毒などの有機的治療が可能であることも判明した（第16話「バイオ神経回路」、第54話「巨大ウイルス」）。また、第157話「対立する時空」ではクロノキネティックサージに遭遇し艦内が時間分裂した際、人間用のクロノトン血清を全バイオ神経回路に打つことによって、艦内を同一時間へ戻すことに成功している。

#### 転送装置
当艦には高度な転送装置が搭載されており、デルタ宇宙域で遭遇した異星人からもしばしば舌を巻かれた。一般的に難しいとされる数百人の異星人の同時転送や、送受信に転送機を直接経由しない「サイト・トゥ・サイト転送」、動く対象を転送ロックするといったことをもごく容易に行うことができる。また機関主任のベラナ・トレス中尉の突発的なひらめきで転送技術が強化されることもあり、第7話「ワームホールの崩壊」ではマイクロワームホールを通してその向こうにいるロミュラン艦の艦長を転送収容し、第68話「生命体8472（前編）」では妨害電波で派遣クルーの転送ロックができなかった時、トレス中尉のひらめきで骨格のミネラルをロックし無事収容できた場面もあった。

#### レプリケーター
当艦はレプリケーター（転送技術を応用し、量子分解した高分子化合物を、機械部品や食料品として再物質化させる機械）も艦内各所に標準搭載している。レプリケーターは惑星連邦では当たり前の技術であるが、デルタ宇宙域においては未見の種族も多く、異星人との取引材料ともなった。
通常、24世紀の宇宙艦隊クルーは艦内のフードディスペンサー（食料合成をメイン機能にしたレプリケーター）で食事をまかなうが、レプリケートはエネルギー消費の大きい技術であり、孤立無援の航海における節約のため、クルーの私的使用には制限がかけられている（使用権を賭けてゲームをする場面も見られる）。そのため当艦のクルーは艦長をはじめ、主に自然由来の食料を使用する。食料品は立ち寄った惑星での探索や取引、艦内で野菜の水耕栽培をすることで手に入れ、タラクシア人のニーリックスが第2デッキの艦長専用ダイニングを改造した食堂で調理し、クルーの胃を満たしている。『新スタートレック』のバーラウンジ同様、食堂にクルーが集まるシーンは頻繁に見られ、多くのクルーが流動的に利用することで艦内にコミュニティが成立しているという画面効果を高めていた。

#### ホロデッキ
ホロデッキは艦内に2箇所あり、娯楽のホロノベルから任務のシミュレーションまで幅広く活用された。特に、危険なボーグ艦への潜入任務や、困難な外科手術、トランスワープ実験のシミュレーションなど、失敗が許されない状況に陥ることが多い当艦にとってホロデッキ訓練は非常に有効であり、まさに必須の訓練設備であった。
娯楽設備としては、トム・パリス中尉はよくホロプログラムを自作し、20世紀初期のレトロな白黒SF映画の世界観の「キャプテン・プロトンの冒険」や、1800年代のアイルランドの田舎町を再現した「フェア・ヘブン」などでクルーを楽しませた。ジェインウェイ艦長は中世ヨーロッパの世界観を好み、中世イギリスが舞台の「ダヴェンポート夫人」や中世イタリアの「レオナルド・ダ・ヴィンチの工房」で気分転換をする。またトゥヴォック少佐が訓練用に作った「反乱計画」がベラナ・トレス中尉によって発見され、ホロノベルとして楽しまれたこともあった。さらに小児用ホロノベルの「フロッターの冒険」は、当艦で生まれた子供のナオミ・ワイルドマンに永らく愛された。
レプリケーターと同様、ホロデッキはデルタ宇宙域においては見たこともないという種族も多数おり、生き残るための外交手段としても威力を発揮した。ただしレプリケーターは武器をも容易に作ることができ、ホロデッキはホロキャラクターを強く設定し過ぎて逆襲されるなどといった事態に遭遇したため、「生き残るためとはいえ、教える相手を選ばないといけない」という教訓をジェインウェイ艦長に与えた（第155・156話「裏切られたホログラム革命」）。

#### EMH（Emergency Medical Hologram/緊急医療ホログラム）
当艦は就役当時最新鋭技術だった緊急用医療ホログラム（通称「ドクター」）を搭載している。これはルイス・ジマーマン博士が開発をした高度なAIドクターホログラムで、数多くの文明の医学知識や治療技術がプログラムされており、医療室内のホロエミッタにより投影される。EMHは通常のホログラム同様、光子とフォースフィールドで構成された「触れる」物理的な体を持ち、本物の医者と変わらない仕事をすることができる。
当艦はデルタ宇宙域に飛ばされた際の船体ダメージにより医療部員が全員死亡してしまったため、このEMHなしに生還は考えられなかったと言っても過言ではない。EMHは本来人間の医者の補助を務める短期間運用（1500時間）AIドクターであったが、デルタ宇宙域に孤立したため長期的運用を余儀なくされた。当初ドクターはAIという立場上クルーに道具扱いされることも多く、さらに短期間運用を想定した代用ドクターである自分には荷が重すぎる、どうしていいか分からないと悩んでいた。しかし医療助手のケスの助けを借りて徐々に社交力を高めていく。またベラナ・トレス中尉らの手によってそのホロマトリックスに数々の拡張プログラムが追加され、結果として彼はユーモアにあふれ、絵画やオペラを愛する「医療主任・ドクター」の地位を確立していった。シーズン7にはクルーが全員退避するような緊急事態における艦の指揮機能「緊急指令ホログラム（ECH）」も得るようになる。
なおドクターはホロエミッタのある医療室かホロデッキのみ活動可能であった。しかし、第51話「29世紀からの警告（後編）」において、29世紀の超小型ホロエミッタである「モバイルエミッタ」を入手し、以後は船外にすら出ることができるようになった。
また、EMHは宇宙艦隊指折りのホロエンジニアにより、何年もかけて高度にプログラムされたホロマトリックス（構造）を持つ。そのため普通のホロキャラクターを作るように簡単に作成することはできない。トム・パリス中尉とハリー・キム少尉はEMHを作ろうとしたが、医学知識がホロマトリックスに入りきらず失敗している。
アルファ宇宙域においてはバージョンアップされた新型EMHも続々登場している。『スタートレック:ディープ・スペース・ナイン』第114話「ジュリアンの秘密」（本作では第59話あたりの時期）ではルイス・ジマーマン博士はEMH-Mark2のモデルにディープ・スペース・ナインのドクターであるジュリアン・ベシア大尉を使おうとしたが、諸事情により結局採用はされなかった。その後、本作の第82話「プロメテウスの灯を求めて」でベシアがモデルではないEMH-Mark2が登場、第144話「ジマーマン博士の屈辱」ではEMH-Mark4まであることが示唆されている。

##### ECH（緊急指令ホログラム）
ドクターに拡張プログラムとして組み込まれた当艦独自の機能。何らかの理由で人間のクルーが全員退避しなければならない状況において起動され、艦の指揮を任される。ECHは膨大な戦術データベースを参照して適切な指揮をすることができる他、艦の修理もすることができる。
ECHは第124話「幻の指揮官」において提案がされたが、宇宙艦隊に「AIに艦の指揮を任せた前例」がないため当初は却下された。その後考えを改めたジェインウェイ艦長によって開発が命じられ、第162話「人間改造惑星クアラ（前編）」において初起動。プログラム起動にはジェインウェイ艦長の指令コードによる起動のほか、EMHが自分自身で機動することもできる（第170話「偽りのクルー」）。またEMHがECHとなると、制服の色が科学部門の緑から指令部門の赤へと変化するが、階級章はない。
『スタートレック：ピカード』では緊急接客ホログラム、緊急戦術ホログラムなども登場し、専門職をホログラムで代用する手法は一般的になっている。

### シャトルクラフト

#### 第2級シャトル
短距離用の小型ワープ艇シャトルクラフトは第2級・タイプ6「サカジャウェア」、タイプ8「テレシコワ」「ドレイク」、タイプ9「コクレーン」を艦載。頼る者のいないデルタ宇宙域からの帰還の旅という性質上、当艦ほどシャトルの有効性を実証した艦もないであろうと言われるほど、道中での物資の調達や偵察、観察調査、難民輸送など数々の任務においてシャトルはたびたび利用された。コクレーンはトランスワープ実験にも用いられた（第31話「限界速度ワープ10」）。
一方で、惑星連邦域にいるエンタープライズDでは1ヵ月間誰もシャトルを使わないことすらある程度の利用頻度であり（『新スタートレック』第163話「無限のパラレルワールド」）、ヴォイジャーに標準搭載されているシャトルもさほど頑強に造られているわけではない。そのため惑星連邦域に比べ過酷かつ長期になりやすいデルタ宇宙域でのシャトル任務においては、エンジンパワーと船体強度に乏しく船内も狭いシャトルは、徐々にその能力不足が指摘されるようになっていった。実際、当艦のシャトルはそのパワー不足からたびたび墜落などの憂き目に遭い損耗率が高く、死亡したクルーもいる。第96話「新生ボーグの悲劇」では、ベラナ・トレス中尉とトム・パリス中尉の「第2級シャトルの閉所恐怖症」の会話を聞いたセブン・オブ・ナインが「広くて能率的なシャトルを設計すればいいのだ」と述べるシーンがあり、後述のデルタフライヤー建造の伏線となっている。

#### デルタフライヤー
第97話「心は闘いに傷ついて」において、クルーは従来の宇宙艦隊のシャトルより大型かつパワフルで頑丈な新型シャトル「デルタフライヤー」を開発・建造した。構想と設計はトム・パリス中尉が中心となり、ベラナ・トレス中尉、トゥヴォック少佐、ハリー・キム少尉、セブン・オブ・ナインによる。従来の箱型をしたシャトルとは異なり、デルタフライヤーは上から見ると菱形の船体をしている。また、惑星連邦とボーグ双方の技術が融合されており、船体各所にボーグ艦のような黒地に緑色発光の機関ディティール「ボーグシステム強化装置」が見られる。またメインビューウインドウ（車でいえばフロントガラス）はボーグの文様を思わせる独特のピラーが敷かれている。その他、母艦同様の可動式ワープナセル（格納式ワープナセル）、テトラバミューム合金の船体、トゥヴォック少佐が小型探査機用に開発した強力なユニマトリックスシールド、ボーグ仕様の武装を持つ異色のシャトルとなっている。
内装セットは高低差のある画面効果の高いもので、スタートレックシリーズに登場したシャトルの中でもっとも力が入っている。先頭の操舵席には1999年当時まだ珍しかった薄型液晶ディスプレイが設置され、コンピュータ画面を実際にアニメーションさせながら演技できるようになっている。特筆すべきは、コンソールパネルが平面ではなく一部が曲面状という、連邦の最新技術を思わせる新しいデザインをしている点である。デルタフライヤー以外に曲面コンソールパネルを持っているのは第94話「裏切られたメッセージ」に登場した偽の連邦艦U.S.S.ドーントレスと、劇場版第10作『ネメシス/S.T.X』のU.S.S.エンタープライズEなど限られた場所のみ。一方で、操舵席は古めかしい操縦桿やレバー、アナログメーターなどのトム・パリス中尉の「パネルをタップするだけの操縦はつまらない」という趣味が反映されたディティールもあり、これまでのシャトルとは一線を画す愛嬌のある内装となっている。
従来のシャトルと比較してすべての面において強力ではあるが、特にシールドとセンサー、機動力が強力で以後のエピソードで頻繁に運用されるようになり、第103話「水の惑星に消えた夢」ではモニアン海洋国の深海に潜り、第110話「ボーグ暗黒フロンティア計画（後編）」では危険なボーグ本拠地であるユニマトリックス01に潜入した。第148話「セブンの涙」ではディファイアント級を思わせる鋭い機動力でボーグ艦の残骸デブリが大量に浮かぶ宙域で敵小型艇をかわし、第149話「愛の危機」では亜光速限定のラリーレースに参加し、強化されたインパルスエンジンでその機動力をいかんなく発揮した。なお、同エピソードエピローグでは船体に「Just married」と書かれ、トム・パリス中尉とベラナ・トレス中尉のブライダルカーとしても使われた。
なお、1号機は第146話「聖域ユニマトリックス・ゼロ（前編）」でボーグのクラス4戦略キューブへの侵入の際に破壊されており、第148話「セブンの涙」から登場している2号機は格納式のインパルスエンジンが追加されている他、内装もマイナーチェンジされている。

#### 艦長専用艇
艦長専用艇（Captain's yacht）は、第1船体腹部、第9デッキ船体に埋め込まれるようにして格納されている。この艦長艇は劇中では使用することがなかったが、第1船体船腹中央の切れ込みからその存在を知ることができる。U.S.S.エンタープライズDにも同様の艦長専用艇カリプソ（Calypso）が格納されているが、同様にテレビシリーズでは運用されず、関連書籍のイラストで紹介されるに留まっている。
艦長艇はその運用が必然となる状況が極めてまれで、全スタートレックシリーズ中、運用はわずか2回のみである。
劇場版第9作『スタートレック 叛乱』では、同様の場所にU.S.S.エンタープライズEの艦長専用艇クストー（Cousteau）が格納されており、映像上初めて運用された。『スタートレック：ローワーデッキ』20話ではU.S.S.セリトスの艦長専用艇に艦内から乗り込み発進しようとするシーンがあり、40話では実際に艦長艇が利用された。この時、艦長代理を務めたボイムラー中尉は「艦長艇使うところ初めて見た」と感激している。

### デッキ構成
- 第1デッキ：メインブリッジ、艦長室、会議室
- 第2デッキ：食堂
- 第3デッキ：乗員私室、転送室
- 第4デッキ：乗員私室
- 第5デッキ：医療室
- 第6デッキ：乗員私室、第1ホロデッキ、第2ホロデッキ
- 第7デッキ：貨物室
- 第8デッキ：天体測定ラボ、貨物室
- 第9デッキA：エアロシャトル
- 第9デッキB：乗員私室
- 第10デッキ：シャトル格納庫
- 第11デッキ：機関室
- 第15デッキ：プラズマリレー室

## 主要クルー
- 艦長：キャスリン・ジェインウェイ大佐
- 副長：チャコティ少佐（マキ出身、吹き替えでは中佐）
- 戦術・保安主任/第2副長：トゥヴォック大尉（第73話で少佐に昇格）
- 操舵主任：トーマス・ユージン・パリス中尉
- 機関主任：ベラナ・トレス中尉（マキ出身）
- オペレーター主任：ハリー・キム少尉
- 医療主任：緊急用医療ホログラム（ドクター）
- 医療助手：ケス（第70話で離脱）
- デルタ宇宙域ガイド・コック・親善大使：ニーリックス
- 元ボーグドローン：セブン・オブ・ナイン（第69話から加入）

## デザイン
デザインはリック・スターンバック。プロデューサーからの注文は「弾丸のような流線型でエンタープライズDよりわずかに技術が進んでいる艦」であった。制作はスタッフと話し合ったアイデアをまとめあげ、スケッチから模型とCGI制作まで1993年9月から11ヶ月もの期間がかかり、スターンバックは「まさに旅であった」と語っている。彼はデザインにシャチやマンタなどの海洋生物や数種類の鳥をモチーフに取り入れたという。初期デザインでは第1船体が鋭くとがり、第2船体は薄く描かれている。作業の途中でプロデューサーから「艦に何か可動する部分がほしい」という要望を受け、検討を重ねた結果ワープナセルパイロンが選ばれた。ワープナセルに関しては、デザイン時や1994年5月の検討用モデル(study model)段階ではいずれも長大なワープナセルが下向きについているデザインであったが、完成型では小振りなワープナセルを持つ艦となった。これは船体の全長を抑えてテレビ画面への収まりを良くし、多彩な撮影アングルを可能にするためである。この1994年5月に完成した検討用モデルは第1船体などの形状が鋭すぎ（プロメテウス級宇宙艦に似ている）、プロデューサーから「もっと丸く滑らかにしてほしい」という要望を受けた後に最終的なブラッシュアップがされ、完成型では初代エンタープライズを思わせる全体に丸みを帯びた女性的な姿の艦となった。撮影用模型は5フィートモデルが作られたが、シーズン3終盤から新撮されたヴォイジャーはCGIに移行している。

## U.S.S.ヴォイジャー NCC-74656-A
ラマー級。『Star Trek: Prodigy』に「NCC-74656-A」と表記されたシャトルクラフトが登場しており、2384年時点での存在が示唆されている。
『Star Trek: Prodigy』シーズン2において、ジェインウェイ提督の指揮下にあることと、29デッキ及びクルー800人以上のラマー級(女性発明家Hedy Lamarrに由来)の艦である事が明かされた。引き続き、『スタートレック:ヴォイジャー』のEMHも乗艦している。

## U.S.S.ヴォイジャー NCC-74656-B
パスファインダー級、全長431.42ｍ、乗員166名。『スタートレック:ピカード』シーズン3第1話において、2401年にラファエラ・ムジカー中佐が「近日開催予定の惑星連邦のイベント」を検索した際の結果一覧に、「フロンティア・デー250周年記念式典」「レイチェル・ギャレット艦長の立像除幕式」「U.S.S.エンタープライズF退役式典」などと共に「ヴォイジャーB」とタイトルがついた本艦の艦影がメインビューワーに表示されている。当初はハリー・キムがこの艦の艦長として登場する案があったが立ち消えとなった。

## U.S.S.ヴォイジャー NCC-74656-J
3189年を舞台とする『スタートレック:ディスカバリー』第34話「鋼の意志」にて、U.S.S.ヴォイジャー NCC-74656-Jが登場。エンタープライズ以外の登録番号にアルファベットがついた正当な連邦宇宙艦の登場は初。艦級はイントレピッド級（32世紀）、全長452.95m。艦長は不明であるが、マイケル・バーナム大佐はこのU.S.S.ヴォイジャーの艦長就任を持ち掛けられたことがある。ほぼ三角形の第1船体と小振りな分離型ワープナセルというデザインの艦となっている。
デザイナーはコンセプト・アーティストのライアン・デニング。詳細に見ると第1船体、第2船体ともにほぼ同じ形状の平たいピラミッド型をしており、それらが点対称に寄り添っている。第2船体の船首には三角形型のデフレクター盤が埋め込まれ、船尾には2基の小振りなワープナセルが寄り添う。船窓はドット状のものではなく、帯状になっている。第1船体、第2船体、ワープナセルはそれぞれ分離型で直接接続されていない。ワープナセルのバサードラムスクープとワープフィールドグリルは一体化しており、赤と青の発光が混ざりあっている。オリジナルのヴォイジャーは細かいディティールがぎっしり詰め込まれていたが、それらをオマージュしつつ極力シンプルに収まるよう洗練されたデザインがされている。